# Отворено првенство Катара за мушкарце 2011.
Отворено првенство Катара за мушкарце 2011 (познат и под називом Qatar ExxonMobil Open 2011) је био тениски турнир који је припадао АТП 250 серији у сезони 2011. То је било деветнаесто издање турнира који се одржао на тениском комплексу у Дохи у Катару од 3. јануара 2011. — 8. јануара 2011. на тврдој подлози.

## Распоред поена
| Конкуренција | П   | Ф   | ПФ | ЧФ | 2К | 1К  | КВ  | КВ3 | КВ2 | КВ1 |
| Појединачна  | 250 | 150 | 90 | 45 | 20 | 0   | 12  | 6   | 0   | 0   |
| Парови       | 250 | 150 | 90 | 45 | 0  | Н/Д | Н/Д | Н/Д | Н/Д | Н/Д |

## Носиоци
| Држава | Играч                 | Позиција1 | Носилац |
| ------ | --------------------- | --------- | ------- |
| ШПА    | Рафаел Надал          | 1         | 1       |
| ШВА    | Роџер Федерер         | 2         | 2       |
| ФРА    | Жо-Вилфрид Цонга      | 13        | 3       |
| РУС    | Николај Давиденко     | 22        | 4       |
| ЛЕТ    | Ернестс Гулбис        | 24        | 5       |
| СРБ    | Виктор Троицки        | 28        | 6       |
| ШПА    | Гиљермо Гарсија-Лопез | 33        | 7       |
| НЕМ    | Филип Колшрајбер      | 34        | 8       |

- 1 Позиције од 27. децембра 2010.[1]

### Други учесници
Следећи играчи су добили специјалну позивницу за учешће у појединачној конкуренцији:
- Сергеј Бупка
- Реда ел Амрани
- Шериф Сабри

Следећи играчи су ушли на турнир кроз квалификације:
- Марко Кјудинели
- Лукаш Росол
- Томас Схорел
- Антонио Веић

## Носиоци у конкуренцији парова
| Држава | Играч            | Држава | Играч            | Носиоци |
| ------ | ---------------- | ------ | ---------------- | ------- |
| СРБ    | Виктор Троицки   | СРБ    | Ненад Зимоњић    | 1       |
| ЧЕШ    | Франтишек Чермак | НЕМ    | Кристофер Кас    | 2       |
| ШПА    | Марк Лопез       | ШПА    | Рафаел Надал     | 3       |
| СВК    | Филип Полашек    | УКР    | Сергеј Стаховски | 4       |

### Други учесници
Следећи играчи су добили специјалну позивницу за учешће у конкуренцији парова:
- Мохамед Гариб/ Мубарак Заид
- Реда ел Амрани/ Абдулрахман ел Хариб

## Шампиони

### Појединачно
Роџер Федерер је победио  Николаја Давиденка са 6:3, 6:4
- Федереру је то била прва (од четири) титула те сезоне и 66-та у каријери.

### Парови
Марк Лопез /  Рафаел Надал су победили  Данијела Брачалија /  Андреаса Сепија са 6:3, 7:6(7:4).
- Лопезу је то била једина титула те сезоне и четврта у каријери.
- Надалу је то била једина титула те сезоне и седма у каријери.